# IT-Cluster Rhein-Main-Neckar
Der IT-Cluster Rhein-Main-Neckar ist einer der bedeutendsten Standorte der IKT- und Hightech-Industrie weltweit. Er konzentriert sich in den Metropolregionen Rhein-Main und Rhein-Neckar. In der Region hat sich der größte IT-Cluster in Europa gebildet. Die Region vereint 50 Prozent des weltweiten Umsatzes der hundert größten europäischen Softwareanbieter auf sich.
Neben Hochschulen wie der Technischen Universität Darmstadt, der Hochschule Rhein Main und der Johann Wolfgang Goethe-Universität Frankfurt am Main und Forschungseinrichtungen wie das Deutsche Forschungszentrum für Künstliche Intelligenz, haben auch Software-Unternehmen, darunter SAP, die Software AG und T-Systems ihren Sitz in der Region.
Der IT-Cluster Rhein-Main-Neckar ist Bestandteil des Spitzenclusters Software-Cluster, welcher noch weitere Regionen umfasst. Seit 2017 unterstützt das Bundesministerium für Bildung und Forschung die Zusammenarbeit zwischen dem Deutschen Forschungszentrum für Künstliche Intelligenz, dem Kompetenzzentrum Informatik Saarland und der Technischen Universität Darmstadt mit Unternehmen und Forschungseinrichtungen aus dem Silicon Valley, Singapur und Bahia in Brasilien.

## Rolle in der Welt
Im Jahr 2010 publizierte die französische Risikokapital-Firma Truffle Capital in ihrer Studie „Truffle 100 European Clusters“, dass die Region Rhein-Main-Neckar 50 Prozent des weltweiten Umsatzes der hundert größten europäischen Softwareanbieter auf sich vereint. Sie verglich die Region Rhein-Main-Neckar als IT-Cluster mit dem Silicon Valley als „Silicon Valley Europas“. Laut dieser Studie vereinte der Rhein-Main-Neckar-IT-Cluster 2009 mehr als 12,5 Milliarden Euro softwarebezogener Umsätze. Nächstgrößter europäischer IT-Cluster ist Paris mit 2,4 Milliarden Euro.
In einer Studie von 2009 wurde die Region mit IT-Clustern wie Oulu (Finnland), Bangalore (Indien) und dem Silicon Valley verglichen. Im Unterschied zum Silicon Valley ist das Hauptgeschäftsfeld der Unternehmen in der Region Unternehmenssoftware.
| Standort             | Hauptgeschäftsfeld | Größe     | Einwohner | Beschäftigte | Firmen | Umsatz   |
| -------------------- | ------------------ | --------- | --------- | ------------ | ------ | -------- |
| Rhein Main Neckar    | Business Software  | 5.000 km² | 7,6 Mio.  | 80.000       | 8.000  | 42 Mrd.  |
| Silicon Valley (USA) | Soft- & Hardware   | 4.000 km² | 2,3 Mio.  | 500.000      | 7.000  | 180 Mrd. |
| Bangalore (Indien)   | Software           | 500 km²   | 5,0 Mio.  | 80.000       | 1.500  | 2 Mrd.   |
| Oulu (Finnland)      | Telekommunikation  | 400 km²   | 0,13 Mio. | 18.000       | 800    | 5 Mrd.   |

Die Region ist zudem einer der weltweit wichtigsten Standorte für die IT-Sicherheitsforschung. In der Region befindet sich das vom Bundesministerium für Bildung und Forschung finanzierte und renommierte Center for Research in Security and Privacy (CRISP), das größte Forschungsinstitut für IT-Sicherheit in Europa. Laut einer Analyse vom Unternehmen Startup Genome, das sich auf die Analyse von Startup-Ökosystemen spezialisiert hat, weist die Region Rhein-Main weltweit auch einer der bedeutendsten Startup-Ökosysteme in den Bereichen IT-Sicherheit und Fintech auf.
Laut einer Studie der Europäischen Kommission von 2014 weist die Region um Darmstadt unter allen EU-Regionen den besten Cluster in den „Emerging Industries“ auf. Darunter versteht man Zukunftstechnologien, denen die EU besondere Bedeutung für das Wachstum in Europa beimisst. Darmstadt hat demnach auch den europaweit besten Cluster in der Biopharmazie. Auf den 2. Platz unter den Biopharmazie-Clustern befindet sich die Region Rheinland-Pfalz.

## Rolle in Deutschland
In Darmstadt wird dabei ein hoher Anteil der Wertschöpfung der gesamten deutschen IKT-Industrie erwirtschaftet. Im Jahr 2006 entfielen fast 30 Milliarden Euro Umsatz auf Darmstadt.
Laut einer Studie der Wirtschaftsprüfungsgesellschaft Ernst & Young von 2018 haben sich 24 % aller Fintechs in Deutschland in der Rhein-Main-Neckar Region angesiedelt, wobei Frankfurt am Main als Zentrum gelte. Damit gehört die Rhein-Main-Neckar Region zu den bedeutendsten Standorten für die Fintech-Industrie in Deutschland.
Laut einer Studie von 2013 hat die Region Rhein-Main den deutschlandweit besten Cluster in der Finanzwirtschafts- und Beratungsindustrie.
Laut der Deutschen Forschungsgemeinschaft (DFG) gehört die Technische Universität Darmstadt (TU Darmstadt) bezogen auf die Forschung zu den besten Universitäten Deutschlands in der Informatik und die Universität Mainz zu den besten Universitäten Deutschlands in den Naturwissenschaften. Laut dem Förderatlas 2018 der Deutschen Forschungsgemeinschaft (DFG) erhielt die Technische Universität Darmstadt in dem untersuchten Zeitraum von 2014 bis 2016 die höchsten Fördermittel der DFG im Fachgebiet Informatik und die Universität Mainz in den Naturwissenschaften. Die DFG wählt in einem wettbewerbsorientierten Auswahlverfahren die besten Forschungsprojekte von Forschern an Universitäten und Forschungseinrichtungen aus und finanziert sie.

## Software-Cluster
Im Januar 2010 hat der Software-Cluster den Spitzencluster-Wettbewerb der Bundesregierung Deutschland gewonnen. Vorgegebenes Ziel des Clusters ist es, die Transformation von Unternehmen zu digitalen Unternehmen zu ermöglichen. Dieser Cluster besteht aus den Zentren Darmstadt, Kaiserslautern, Karlsruhe, Saarbrücken und Walldorf. Im Sommer 2012 empfahl die internationale Jury des Spitzencluster-Wettbewerbs der Bundesregierung die Freigabe für die zweite Förderphase. Eine Weiterförderung erfolgte nicht. Zu den Universitäten im Software-Cluster gehören die Technische Universität Darmstadt, die Technische Universität Kaiserslautern, das Karlsruher Institut für Technologie und die Universität des Saarlandes.
In jeder der teilnehmenden Regionen wird der Software-Cluster durch eine regionale Koordinierungsstelle vertreten. In der Region Rhein-Main-Neckar übernimmt diese Funktion der IT for work e. V., in der Region Nord-Baden das Cyberforum e. V., in der Region Rheinhessen-Pfalz die Software Technologie Initiative e. V. und in der Region Saarland das Kompetenzzentrum Informatik Saarland.

## Ansässige Hochschulen
- Technische Universität Darmstadt
- Johann Wolfgang Goethe-Universität Frankfurt am Main
- Universität Mannheim
- Johannes Gutenberg-Universität Mainz
- Universität Heidelberg
- Hochschule Mainz
- Hochschule RheinMain
- Frankfurt University of Applied Sciences
- Hochschule Darmstadt
- Hochschule Worms
- School of Management and Technology[16] (Business School der Steinbeis-Hochschule Berlin)

Zu den Hochschulen, die sich nicht direkt im IT-Cluster Rhein-Main-Neckar befinden, sondern angrenzen, aber dennoch zur Entwicklung beigetragen haben und beitragen gehört das Karlsruher Institut für Technologie.

## Ansässige Unternehmen (Auswahl)
- DE-CIX, Frankfurt am Main
- Accenture Interactive, Frankfurt
- Computer Sciences Corporation
- Crytek, Zentrale Frankfurt am Main
- Enscape, Karlsruhe
- Euromicron, Zentrale Neu-Isenburg
- Finanz Informatik
- Fujitsu Semiconductor Europe
- Isra Vision
- Merck, Darmstadt
- Kalypso Media
- Keen Games
- Maxon, Zentrale Friedrichsdorf
- Microsoft Deutschland, Geschäftsstelle Bad Homburg
- Oracle Deutschland, Geschäftsstelle Frankfurt
- Profi Engineering Systems
- P&I Personal & Informatik
- SAP, Zentrale Walldorf
- Schott AG
- Singulus Technologies
- Software AG
- Ströer Digital, Zentrale Frankfurt
- T-Systems, Frankfurt am Main
- TrekStor, Zentrale Bensheim

## Ansässige Forschungseinrichtungen (Auswahl)
- Deutsche Forschungszentrum für Künstliche Intelligenz
- Center for Research in Security and Privacy (CRISP)
- Fraunhofer-Institut für Sichere Informationstechnologie
- Fraunhofer-Institut für Graphische Datenverarbeitung
- GSI Helmholtzzentrum für Schwerionenforschung (GSI)
- Facility for Antiproton and Ion Research (FAIR)
- Fraunhofer-Institut für Betriebsfestigkeit und Systemzuverlässigkeit (LBF)
- Europäisches Raumflugkontrollzentrum (ESOC)
- Europäische Organisation für die Nutzung meteorologischer Satelliten (EUMETSAT)